# ファーティマ・メルニーシー
フェイマ・マーニッシ （アラビア語: فاطمة مرنيسي, 英語：Fatema Mernissi, 1940年9月27日 - 2015年11月30日）は、モロッコのフェミニスト作家、社会学者。

## 来歴
1940年9月27日にモロッコのフェズで誕生し、裕福な父方の祖母のハーレムで、多くの女性の親族や使用人とともに幼少期を過ごした。その後、ナショナリスト運動によって設立された学校で初等教育を、フランスの植民地によって資金提供された女子校で中等教育を受けた。
1957年、パリ大学とブランダイス大学で政治学を学んで博士号を取得した後はモハメッド5世大学に戻り、方法論、家族社会学、心理社会学などの科目について、1974年から1981年にかけてファカルテデレトレで教鞭をとった。性別や性的アイデンティティ、特にモロッコ国内に焦点を当てたアイデンティティについて話し合う社会政治的アプローチで知られていた。最終的には、主にイスラムフェミニストとして国際的に知られるようになった。  
ラバトのモハメッド5世大学で講師を務め、同都市の大学科学研究所の研究員を務めていた。成功した学者、教師、作家、社会学者として、モロッコの影響力のあるフェミニスト人物の1人と見られていたが、2015年11月30日にラバトで亡くなった。

## 著作
- 1975年　Beyond the Veil: Male-Female Dynamics in a Muslim Society. revised ed. 1985, 1987, reprinted London: Saqi Books. ISBN 0-86356-412-7
- 1982年　 La femme dans l'inconscient musulman. under the pseudonym Fatna Aït Sabbah. Albin Michel. 1986. ISBN 9782226028297.
- 1983年　Le Maroc raconté par ses femmes.
- 1984年　L’amour dans les pays musulmans
- 1985年　Femmes du Gharb
- 1987年　Le harem politique – Le Prophète et les femmes (trans. 1992: The Veil and the Male Elite: A Feminist Interpretation of Islam. New York: Basic Books. ISBN 978-0201-63221-7)
- 1988年　Shahrazad n’est pas marocaine
- 1990年　Sultanes oubliées – Femmes chefs d’Etat en Islam (trans. 1993: Forgotten Queens of Islam)
- 1992年　La Peur-Modernité
- 1993年　Women’s Rebellion and Islamic Memory
- 1994年　The Harem Within (retitled. 1995: Dreams of Trespass – Tales of a Harem Girlhood New York: Perseus Books. ISBN 0-201-48937-6)
  - 『ハーレムの少女ファティマ: モロッコの古都フェズに生まれて』ラトクリフ川政祥子:訳　未来社（1998）ISBN 978-4624501235
- 1997年　Les Aït-Débrouille
- 1998年　Etes-vous vacciné contre le Harem?
- 2001年　Scheherazade Goes West. New York: Washington Square Press. ISBN 0-7434-1243-5
- 2002年　Islam and Democracy: Fear of the Modern World. New York: Basic Books. ISBN 0-7382-0745-4
  - 『イスラームと民主主義―近代性への怖れ 』ラトクリフ川政祥子:訳　平凡社（2000）ISBN 978-4582842104
- 2009年　Les Femmes Du Maroc. Brooklyn: PowerHouse Books. ISBN 1-57687-491-5